# Абд аль-Ваххаб ибн Абд ар-Рахман
Абд аль-Ваххаб (Абд ал-Варис) ибн Абд ар-Рахман (араб. عبد الوهاب بن عبد الرحمن‎; 747/48 — 823/24) — второй имам ибадитов Магриба, сын и наследник Абд ар-Рахмана ибн Рустама, одного из идеологов ибадизма и основателя независимого от халифата теократического государства династии Рустамидов с центром в Тахерте.

## Биография
Абд аль-Ваххаб родился в 747/748 году. Его отец, Абд ар-Рахман ибн Рустам, знатный перс по происхождению, был основателем династии Рустамидов, которая правила имаматом ибадитов в Магрибе. Мать же принадлежала к племени бану ифрен. В 761/62 году вместе с отцом Абд аль-Ваххаб бежал из Кайруана, на тот момент ему было около 15 лет. Когда Абд ар-Рахман скончался в 784 или 787/88 году Абд аль-Ваххаб наследовал ему. Это противоречило принципу ранних хариджитов, представители которого не считали правильным передавать имамат по наследству. По словам советского историка М. В. Чуракова, этот принцип «не выдержал первого же испытания». Абд аль-Ваххаба не сразу признали имамом, этому предшествовала «исключительно острая борьба». Ибадитская хроника сообщает о противостоянии между группировками ибадитской знати и народом о том, кто должен стать наследником Абд ар-Рахмана, его сын или Масуд ал-Андалуси. Последнего поддержал народ, причём единогласно, и обычные жители в спешке направились к нему для провозглашения Масуда имамом. Однако последний прознал о том, что к нему движется простой люд и скрылся, не желая или просто боясь быть выдвинутым простым людом. Тогда последний направился на присягу к Абд аль-Ваххабу, причём Масуд был первым среди них. Однако это не стало концом противостояния, поскольку члены общины стали выдвигать свои условия по контролю власти имама. По словам Чуракова, при присяге его отцу эти условия, видимо, никто особо не пытался уточнить. Ныне же новое экономическое и политическое развитие привело к увеличению значимости этого вопроса. Масуд же выступил против ограничений, заявляя о противозаконности какого-то ограничения власти имама. Абд ал-Ваххаб тоже требовал присягнуть ему без каких-то дополнительных условий, кроме следования Корану и сунне. Его принцип проведения присяги явочным порядком расколол общину.
Из хроники Чураков делает вывод о том, что основную оппозицию имаму составила группа знати из окрестных племён, осевших в Тахерте и занимавшихся здесь крупной торговлей, а также являвшихся крупными землевладельцами с дворцами и поместьями. Местные власти пытались всячески ограничить доступ племён в город. На тайных советах горожане возмущались тому, что ими правят те, кто явно противоположен тому, кто должен занимать этот пост. В хронике говорится о том, что Абд аль-Ваххаб назначал на посты людей, понимавших в священном писании, но абсолютно не стремившихся к власти и управлению. Из этой же хроники становится известна и другая причина раскола: оппозицию Абд аль-Ваххабу составлял один из пяти идеологов ибадизма в Магрибе, член бану ифрен Ибн Фендин. Он был изначально против правления нового имама, однако рассчитывал на «определённое благоволение», поскольку мать Абд аль-Ваххаба принадлежала к его племени. Однако последний не стал предоставлять выгоды и льготы своему родственнику, и Ибн Фендин тогда заявил, что «власть Абд ал-Ваххаба была обусловлена обязательством не решать дел помимо установленного совета…». Он считал, что более достоин постов, нежели те, кого назначил Абд аль-Ваххаб.
Скончался в 823/24 году.